# Basilika (Titel)

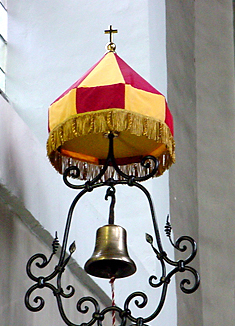
Tintinnabulum und Padiglione, Insignien der Basilika

Basilika ist ein kanonisch-kirchenrechtlicher Ehrentitel der katholischen Kirche. Sie soll besonders ehrwürdige, bedeutungsvolle Kirchen auszeichnen und wird vom Papst verliehen.

## Abstufungen des Titels
Innerhalb der Titulatur gibt es Abstufungen:
- Die Kirche des Papstes im Lateran zu Rom nennt man Erzbasilika.
- Die vier ranghöchsten Gotteshäuser der katholischen Kirche werden Basilica maior genannt, alle vier in Rom.
- Zwölf Kirchen, die direkt dem Papst unterstehen, nennen sich Papstbasilika.
- Aus eher symbolischem Grund heißen Basiliken katholischer Bischöfe mit Patriarchentitel Patriarchalbasilika; von diesen gibt es nur drei.
- Über 1.500 Kirchen weltweit, Bischofskirchen (kirchenrechtlich: Kathedralen) und anderen, etwa bedeutenden Wallfahrtskirchen oder missionsgeschichtlich bedeutsamen Mutterkirchen (Urkirchen), haben die Päpste den Titel Basilica minor verliehen.

## Geschichte
Basilika entstammt οἶκος βασίλεος ‚königliches Haus‘, und ging auf die römischen Hallenbauten über. Schon insbesondere seit dem Edikt von Mailand 313 bezeichnet der Ausdruck auch speziell Sakralbauten unabhängig von der Bauform, seit dieser Zeit stehen bis in die Neuzeit basilica und ecclesia ‚Kirche‘ weitgehend synonym. Kanonisch wurde der Begriff im Sinne eines Titels erst im 18. Jahrhundert, davor meinte er eine Kirche „par excellence, ein herausragendes Beispiel des sich äußernden, konkreten und dauerhaften katholischen Glaubens“
Im 4. Jahrhundert wurden für die Patriarchen des Frühchristentums einzelne Kirchen Roms als patriarchalis basilica reserviert, falls diese in Rom weilen. Diese Kirchen, 4 an der Zahl, alle bis 451 eingerichtet, sind heute nach Art der Titelkirchen, also einer rein titularen Würde zugeordnet, da die Patriarchate teils untergegangen, teils ohne Anspruch auf die Kirche selbst, oder anderweitig hinfällig sind.
Diese waren Sancti Petri in Vaticano (Patriarchat Konstantinopel), Sancti Pauli ex Muros (Alexandria), Sanctæ Mariæ Maior (Antiochia) und Sancti Laurenti ex Muros (Jerusalem).
Eine fünfte Kirche, Sancti Ioanni in Laterano, war die archibasilica (‚Erzbasilika‘), für den Bischof von Rom und Patriarch des Westens, womit die Iustinianische Pentarchie repräsentiert war. Sie wurde von Papst Gregor XI. (Super Universa 1372) gegen Ende Ostroms hin zusätzlich zur Ersten aller Kirchen ernannt, zur Mutter- und Hauptkirche des (katholischen) Christentums (Omnium Urbis et Orbis Ecclesiarum Mater et Caput) Außerdem gab es noch die Patriarchalbasilika Sanctæ Mariæ Assunta in Aquileia seit 567 (heute als Titularerzbistum geführt), und Sanctæ Eufemiæ in Grado seit 575 (dieser Titel wurde 1457 auf San Marco in Venetia übertragen).
Im Laufe des 16. Jahrhunderts wurden dann weitere Kirchen in Rom, die Kollegiatkirchen, ebenfalls im Range einer Basilika geführt, und bis in das 18. Jahrhundert waren 122 Kirchen zusammengekommen, die man heute Basilicae ab immemorabili (tempore) („von Alters her, seit unerinnerlicher Zeit“) nennt.
Sie waren berechtigt, wie die patriarchalen Basiliken, Umbraculum (Conopæum) und Tintinnabulum (Seidenschirm und Glocke) zu führen (diese sind seit 1391, anlässlich der Kanonisation von St. Brigid belegt).
Von diesen Kirchen sind – ohne der Papstbasilika San Lorenzo fuori le mura – 37 in Rom, 64 – ohne den Papstbasiliken zu Assisi sowie Pompeji, Padua, Loreto und Bari – im restlichen Italien, 7 in Spanien, 3 in Portugal und eine in Polen.
Schon Anfang des 18. Jahrhunderts (früheste bekannte Erwähnung 1727)
wurden die vier römischen Kirchen San Giovanni in Laterano, San Pietro in Vaticano, San Paolo ex Muros und Santa Maria Maggiore (die Erzbasilika und drei der Patriarchenbasiliken) dann als Basilicæ Maiores genannt.
1783 wurde von Papst Pius VI. (Supremus Ille, vom 27. Juni 1783) die Augustinerkirche San Nicola di Tolentino (zu Venedig) als erste Kirche kanonisch zur Basilica minor erhoben,
1804 folgten mit San Clemente in Velletri und San Flaviano in Recanati zwei weitere, und 1805 (auf Betreiben Napoleons, des neuen Kaisers) Notre-Dame de Paris.
In der Folge wurden dann auch viele (aber nicht alle) der Basiliken „von Alters her“ dem Status der Basilika minor zugeordnet, und mit 1836 (Lucerina) auch die konkreten Rechte kanonisiert.
Bis 2001 wurden 1.414 Basilicae minor (immemoriable und kanonische), errichtet, 2011 zählt man über 1.500.
Außerdem kamen 1756 mit San Francesco in Assisi (für die Franziskanischen Orden)
und 1909 mit Santa Maria degli Angeli in Assisi (für die Minderen Brüder der Franziskaner) zwei weitere Basilicae maiores (und Basiliken des Patriarchats des Westens) hinzu.
1889 wurde das Patriarchat von Jerusalem wiedererrichtet, und von San Lorenzo fuori le mura auf die Kirche Ss. Sepulchris (die Grabeskirche) übertragen.
Mit 2006, als Papst Benedikt XVI. den Titel des Patriarchen des Westens niederlegte, wurden die sechs Basilicae Maiores von Patriarchalbasiliken in Päpstliche Basiliken umbenannt, sodass es heute 12 päpstliche Basiliken (fünf in Rom, sechs im sonstigen Italien, eine in Spanien) und drei patriarchale Basiliken (Jerusalem, Aquileia, Venedig) gibt.